# Голяма мазама
Голяма мазама (Mazama americana) е вид бозайник от семейство Еленови (Cervidae).

## Разпространение и местообитание
Разпространен е в Аржентина, Боливия, Бразилия, Венецуела, Гвиана, Еквадор, Колумбия, Парагвай, Перу, Суринам, Тринидад и Тобаго и Френска Гвиана.